# Giuseppe Signori
Giuseppe ("Beppe") Signori (Alzano Lombardo, 17 februari 1968) is een voormalige profvoetballer uit Italië. Hij speelde als aanvaller. Hij is een van de topscorers uit de geschiedenis van de Serie A, en bekend als een van de beste voetballers die nooit een medaille gewonnen heeft in competitieverband. Hij was een snelle, linksbenige aanvaller die altijd zijn doelpunt meepakte. Tijdens zijn eerste voetbaljaren werd hij gebruikt als een linksbuiten waar zijn snelheid en goede cross-passes goed van pas kwamen.
Signori is ook bekend vanwege het feit dat hij voetbalde met schoenen die te klein voor hem waren. Volgens hem was dit beter voor zijn aanname en nauwkeurigheid op de bal. Ook zijn zijn strafschoppen zeer bekend. Hij deed dit zonder aanloop te nemen (penalty uit stand) en hierin was hij ook zeer trefzeker.

## Clubcarrière
Signori speelde tijdens zijn jeugd bij Internazionale, maar werd hier niet behouden omdat hij te klein zou zijn om een succesvolle profvoetballer te worden. Hij maakte zijn debuut op het hoogste niveau voor UC AlbinoLeffe (1984–86), vervolgens bij Piacenza Calcio (1986–87 en 1988–89), Trento (1987–88), US Foggia (1989–92), S.S. Lazio (1992–97), UC Sampdoria (januari–juni 1998) en Bologna F.C. 1909 (1998–2004). Daarna had hij twee korte buitenlandse avonturen in: Griekenland, in 2004, met Iraklis FC. In oktober 2005 tekende hij een jaarcontract bij MFC Sopron.
Signori leidde de topscorerslijst in Italië drie keer; in 1993, 1994, en 1996 (de laatste keer gedeeld met Igor Protti). In totaal scoorde hij 188 keer in de Italiaanse serie A. Hiermee staat Signori in de topscorerslijst aller tijden op de achtste plaats in competitiehistorie.

## Interlandcarrière
Signori kon zijn goede spel niet altijd tot uiting laten komen in het nationale voetbalelftal, door verschil van mening met de toenmalige bondscoach Arrigo Sacchi, die hem liet spelen op het middenveld. Hij heeft 28 interlands gespeeld voor het nationale elftal, en daarin scoorde hij zeven maal. Hij heeft één groot toernooi gespeeld. Dit was de Wereldkampioenschap voetbal 1994, waar hij betrokken was bij twee Italiaanse doelpunten, waardoor Italië verder kon in het toernooi.